# Dicloreto de tritelúrio
Dicloreto de tritelúrio é o composto inorgânico com a fórmula química Te
3Cl
2
. É um dos cloretos inferiores (um sub-haleto) mais estáveis do elemento telúrio.

## Preparação e propriedades
Te
3Cl
2
 é um sólido cinza. Sua estrutura consiste em uma longa cadeia de átomos de Te, com cada terceiro centro de Te carregando dois ligantes de cloreto para a unidade de repetição -Te-Te-TeCl
2
-. É um semicondutor com uma lacuna de banda de 1,52 eV, que é maior do que a do Te elementar (0,34 eV). É preparado aquecendo Te com a estequiometria apropriada de cloro.